# Шепетовский, Виталий Витальевич
Вита́лий Вита́льевич Шепето́вский (бел. Віталь Шапятоўскі; 27 сентября 1983 года) — белорусский футболист, игравший на позиции полузащитника.

## Игровая карьера
Воспитанник СДЮШОР-5 города Минска. В футбол начинал играть в 2000 году в командах первого и второго дивизиона «Трактор» (Минск), «Коммунальник» (Слоним), «Локомотив» (Минск), МТЗ-РИПО (Минск).
В 2003 году перешёл в «Торпедо-СКА», где дебютировал в высшем дивизионе. Кроме «Торпедо», на высшем уровне играл в командах «Звезда-БГУ», «Дарида», «Неман» (Гродно) и «Сморгонь». Всего сыграл 112 матчей, забил 9 голов.
В 2008 году играл на Украине в криворожском «Кривбассе».
В 2012—2013 годах играл в Первой лиге за СКВИЧ и «Сморгонь». В начале 2014 года стал игроком второлигового ФК «Крумкачи», с середины 2014 года — игрок «Ислочи». В 2017 году стал победителем первой лиги в составе минского «Луча». В марте 2018 года продлил контракт с «Лучём». Сезон 2018 начал в стартовом составе, позднее потерял место в основе. С июля 2018 года перестал появляться на поле и переквалифицировался в тренера, фактически завершив карьеру.